# ۸۴۹ (خورشیدی)
۸۴۹ هشتصد و چهل و نهمین سال هجری خورشیدی است.